# Liste der Biografien/Seik
Liste der Biografien |
Portal Biografien |
Personensuche
# |
A |
B |
C |
D |
E |
F |
G |
H |
I |
J |
K |
L |
M |
N |
O |
P |
Q |
R |
S |
T |
U |
V |
W |
X |
Y |
Z |
?
 
Sa |
Sb |
Sc |
Sd |
Se |
Sf |
Sg |
Sh |
Si |
Sj |
Sk |
Sl |
Sm |
Sn |
So |
Sp |
Sq |
Sr |
Ss |
St |
Su |
Sv |
Sw |
Sy |
Sz
 
Sea |
Seb |
Sec |
Sed |
See |
Sef |
Seg |
Seh |
Sei |
Sej |
Sek |
Sel |
Sem |
Sen |
Seo |
Sep |
Seq |
Ser |
Ses |
Set |
Seu |
Sev |
Sew |
Sex |
Sey |
Sez
 
Seib |
Seic |
Seid |
Seie |
Seif |
Seig |
Seij |
Seik |
Seil |
Seim |
Sein |
Seip |
Seir |
Seis |
Seit |
Seiu |
Seiv |
Seiw |
Seix |
Seiz
Die Liste der Biografien führt alle Personen auf, die in der deutschsprachigen Wikipedia einen Artikel haben. Dieses ist eine Teilliste mit 10 Einträgen von Personen, deren Namen mit den Buchstaben „Seik“ beginnt.

## Seik

### Seika
- Seikaly, Rony (* 1965), US-amerikanischer BasketballspielerRony Seikaly (* 1965)

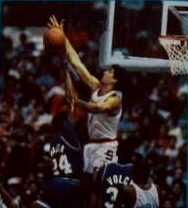
Rony Seikaly (* 1965)

- Seikauskas, Kristupas (* 2001), litauischer Sprinter

### Seike
- Seike, Chie (* 1974), japanische Beachvolleyballspielerin
- Seike, Kiko (* 1996), japanische Fußballspielerin
- Seike, Kiyoshi (1918–2005), japanischer Architekt
- Seike, Tomio (* 1943), japanischer Fotograf
- Seikel, Karl Dietrich (1946–2023), deutscher Manager

### Seikk
- Seikkula, Cindy (* 1958), US-amerikanische Eisschnellläuferin

### Seiko
- Seikola, Markus (* 1982), finnischer Eishockeyspieler
- Seikowski, Ernst (1917–1986), deutscher Fußballspieler